# Christiane Karg
Christiane Karg (Feuchtwangen, 6 de agosto de 1980) es una soprano operística alemana.

## Carrera
Nacida en Feuchtwangen, Baviera, Karg estudió en el Mozarteum, con Heiner Hopfner y Lied con Wolfgang Holzmair. Estudió el repertorio italiano durante medio año en el conservatorio de Verona. Se graduó en el Mozarteum en 2008 y recibió la Medalla Lilli Lehmann. Tomó clases magistrales con Grace Bumbry, Mirella Freni, Robert Holl y Ann Murray, entre otros.
Karg hizo su debut en el Festival de Salzburgo en 2006, como Melia en Apollo et Hyacinthus de Mozart y como Weltgeist en su Die Schuldigkeit des ersten Gebotes. Un año más tarde apareció allí como Madame Silberklang en Der Schauspieldirektor y en el papel principal de Bastien und Bastienne. 
A partir de la temporada 2008/09, Karg pasó a formar parte de la Ópera de Fráncfort, donde apareció como Susanna en Las bodas de Fígaro de Mozart, como Pamina en La flauta mágica, como Musetta en La bohème de Puccini, Zdenka en Arabella de Richard Strauss, y como Mélisande en Peleas y Melisande de Debussy. Apareció como Sophie en El caballero de la rosa de Strauss en Frankfurt dirigida por Sebastian Weigle, en la Ópera Semper dirigida por Christian Thielemann, y en La Scala. Hizo su debut en la Royal Opera House en 2015 como Pamina en La flauta mágica de Mozart.
Actuó como soprano solista en la Segunda Sinfonía de Mahler en una actuación en el Rheingau Musik Festival 2017 en el Monasterio Eberbach bajo la dirección de Christoph Eschenbach, con Gerhild Romberger, SWR Vokalensemble, Coro de la Radiodifusión de Baviera y Orquesta Sinfónica de la SWR.

## Premios
- 2007: Neue Stimmen (6.º premio)[6]
- 2008: Premio Especial para Oratorio/Lied en el concurso internacional de canto "Tenor Viñas" del Gran Teatro del Liceo en Barcelona[7]
- 2008: Premio de la Fundación Hamel en el Festival de Música Schleswig-Holstein[8]
- 2009: Joven artista de Opernwelt del año 2009[2]
- 2010: Ganadora del ECHO Klassik 2010 en la categoría "Joven artista", "cantante"[2]
- 2016: Ganadora del ECHO Klassik 2016 en la categoría "Solistische Einspielung" (grabación individual)[9]
- 2018: Brahms-Preis[10]

## Para más información
- Ursula Ehrensberger: Das Porträt - Christiane Karg . En: Das Opernglas 2010, n.º 3, ISSN 0935-6398